# هجوم حمص 2012
اجتياح حمص أو معركة الحسم (كما أطلق عليها نظام بشار الأسد) هي حملة شنها جيش النظام السوري على مدينة حمص خلال شهر شباط عام 2012، أدت إلى سقوط قرابة 1,000 قتيل و 1,800 جريح. وقد جاءت المجزرة في اليوم الذي صادف إحياء الذكرى الثلاثين لمجزرة حماة التي وقعت عام 1982، والتي سُمَّي يوم المجزرة نسبة إليها بـ«جمعة عذراً حماة». كان اليوم الأول للمجزرة هو 3 شباط عندما قصفَ الجيش حي الخالدية براجمات الصواريخ وفقَ المعارضة، موقعاً عدداً ضخماً من القتلى تراوحت إفاداته من 200 إلى 337 قتيلاً، وشُيِّعَ القتلى في إحدى ساحات الحي باليوم التالي. ثم تجدد القصف يوم 5 شباط وجاء عنيفاً جداً، فبلغ إجمالي عدد القتلى (بما في ذلك قتلى مجزرة الخالدية) بحلول يوم الجمعة 10 شباط حوالي 755 قتيلاً وفق ناشطين.
منذ 10 شباط هدأت وتيرة القصف قليلاً وانخفض إجمالي القتلى يومياً، مع استمرار القصف بشكل يوميٍّ على المدينة، متركزاً بشكل خاص على حي بابا عمرو، وبشكل أقل على أحياء الإنشاءات والخالدية والبياضة وكرم الزيتون. لكن في يوم الأربعاء 22 شباط عادَ القصف عنيفاً جداً بشكل مُفاجئ ليَبلغ عدد القتلى 60 تقريباً، بينهم صحفية أمريكية ومصور فرنسي معروفان، كما استخدمت خلاله صواريخ سكود بالقصف للمرة الأولى منذ اندلاع الاحتجاجات. ارتفعت أعداد القتلى مجدداً في أيام شهر شباط الأخيرة، ثمَّ بدأ الجيش بمحاولة اقتحام حي بابا عمرو أخيراً في 29 شباط، وفي 1 آذار أعلنَ الجيش الحر انسحابه بعد 26 يوماً من القصف العنيف على الحيّ.
في 12 آذار ارتكبت مجزرة في حي كرم الزيتون راحَ ضحيتها ما لا يَقل عن خمسة وأربعين مدنياً قلتوا ذبحاً بالسكاكين، كما طالت المجزرة حيَّي العدوية والرفاعي المُجاورين، وكان إجماليُّ القتلى فوق المئة. ثمَّ بدأ في 21 آذار قصف جديد على أحياء حمص القديمة والخالدية والقصور، وقد تسبَّبت أنباء مجزرة كرم الزيتون فالقصف العنيف بحركات نزوح جماعية ضخمة جداً للمدنيّين من أغلب أحياء مدينة حمص لجأ معظمهم إلى حي دير بعلبة الذي سيُدمًّر لاحقا، فباتت أحياء بابا عمرو وباب السباع والصفصافة ومجمَل حمص القديمة فضلاً عن القصور والخالدية وكرم الزيتون مناطق شبه مهجورة وخالية من السكان خلال فترة الهجوم.

## مجزرة الخالدية
3 من شباط عام 2012
بدأت المجزرة في الساعة الثامنة مساءً يوم 3 شباط 2012، عندما حاصر الجيش السوري حي الخالدية بمدينة حمص وسطَ سوريا بالدبَّابات وقصف منازل المدنيين العُزَّل فيه بمدافع الهاون، كما دخلت قوات الأمن الحي وذبحت عائلات بأكملها في المنازل، وتسبَّب القصف بانهيار مبانٍ بأكملها وسقوط عشرات القتلى تحتَ الأنقاض. استمرَّ القصف بعد ذلك على المدينة لمدة ساعتين كاملتين، ووفقَ ناشطين فقد بلغ عدد قذائف الهاون التي سقطت على الحيِّ في ليلة المجزرة زهاء 300 قذيفة. كما تعرَّض الحي للحصار ومُنعت سيارات الإسعاف من دخوله، كما أن قوات الأمن تمكنت من اقتحام مشفى ميداني فيه تابعٍ للمحتجين وتدميره بالكامل. وبلغت حصيلة الضحايا 337 قتيل و 1,300 جريح، بالإضافة إلى تهدم 36 منزلاً فوق ساكنيها. ولم يَشمل القصف والمجازر حي الخالدية وحده، إنما امتدَّا إلى أحياء كثيرة أخرى من حمص، منها الإنشاءات وبابا عمرو والبياضة وباب الدريب والسباع بالإضافة إلى أطراف جورة الشياح، وقد أوقع القصف على هذه الأحياء بالمجمل ما لا يَقل عن 79 قتيلاً غير قتلى حي الخالدية نفسه (علماً أن الإحصائية السابق ذكرها تشمل قتلى وجرحى جميع أحياء المدينة).
بعدَ المجزرة تتدفَّقت تعزيزات جديدة من الجيش السوري إلى المدينة لدعم العملية العسكرية فيها. وفي الليلة ذاتها شنَّ الجيش السوري الحر هجوماً على حاجز تفتيش في حي الخالدية، وتمكنَ من إلقاء القبض على 19 فرداً من قوات الأمن عند الحاجز. كما هاجم الجيش الحر مقرَّ المخابرات الجوية السورية في حمص بعد ساعات من عمليته الأولى.
وقد جاءت المجزرة في اليوم الذي صادف إحياء الذكرى الثلاثين لمجزرة حماة التي وقعت عام 1982، والتي سُمَّي يوم المجزرة نسبة إليها بـ«جمعة عذراً حماة».
وفي صباح يوم السبت 4 شباط توقف القصف على المدينة بعد مجزرة الليلة السابقة، ولذلك فقد خرجَ الناس إلى الشوارع وبدؤوا يَرفعون الأنقاض ويَنتشلون الجثث والجرحى ويَبحثون عن المفقودين، وسط تكبير المساجد وقرع أجراس الكنائس، حسب الهيئة العامة للثورة السورية. وبعدها بدأت مظاهرة مناهضة للنظام بالتجمع في حي الخالدية بحمص لتشييع قتلى مجزرة اليوم السابق وفق مصادر المعارضة بمشاركة آلاف الأهالي. كما خرجت المسيرات الاحتجاجية في معظم أحياء مدينة حمص مطالبة بإسقاط النظام وتضامناً مع حي الخالدية.

## حملة بابا عمرو

### القصف (5 - 28 شباط)
تتابع في يوم الأحد 5 شباط وُصول تعزيزات من آلاف الجنود النظاميين إلى مدينة حمص. ثمَّ بدأ القصف على حي باباعمرو (معقل الجيش السوري الحر في المدينة) في الساعة الثامنة صباحاً، معيداً القصف إلى مدينة حمص بعد توقفه ليوم واحد. وعلى عكس المُعتاد عندما يَكون القصف بمدافع الهاون، فقد بدأ في 5 شباط قصف على المناطق السكنية للمرة الأولى منذ بدء الاحتجاجات باستخدام راجمات الصواريخ. وأدى قصف الأحد إلى سُقوط 4 قتلى على الأقل خلال الصباح الباكر. وامتدَّ القصف حتى المساء بعدَ ذلك. لكن الحصيلة النهائية للقتلى ارتفعت لاحقاً وفقَ الهيئة العامة لللثورة السورية لتبلغ 14 قتيلاً.
تجدَّدَ القصف على المدينة في الساعة السادسة صباحاً من يوم الإثنين 6 شباط، واستهدف القصف بشكل أساسي أحياء بابا عمرو والإنشاءات والخالدية متسبباً بانهيار بعض المباني، كما استهدف مشفى ميدانياً في حي بابا عمرو وأوقع عدداً من القتلى، وأصيب خلاله الناشط خالد أبو صلاح الذي كان متواجداً في المشفى. وبلغت حصيلة قتلى يوم الإثنين جرَّاء القصف والعمليات 24 قتيلاً.
بدأ القصف من جديد يوم الثلاثاء 7 شباط ليبلغ أحياء بابا عمرو والإنشاءات والخالدية والبياضة، وقد أدى القصف إلى حدوث حركات نزوح كبير للسكان من المناطق المستهدفة وفق المعارضة، في ظلِّ انقطاع للكهرباء والاتصالات عن حي بابا عمرو الذي كان المُستهدف الرئيسي بالقصف، حيث أفادت الهيئة العامة للثورة السورية بأن المدفعية وراجمات الصواريخ قصفته بحوالي 500 قذيفة يوم الثلاثاء استهدفت الأبنية السكنية والمساجد ومرافق مدنية أخرى. بلغت الأرقام التي أعطتها المعارضة في نهاية اليوم جرَّاء العملية العسكرية على المدينة أكثر من 95 قتيلاً و 200 جريح.
في يوم الأربعاء 8 شباط تواصل القصف وإطلاق النار على أحياء باباعمرو والخالدية والبياضة والرفاعي وكرم الزيتون ووادي العرب. وفي صَباح اليوم قطعت السلطات الكهرباء عن مشفى فيه 18 من الأطفال الخدج وفق المعارضة، وهو ما أدى إلى وفاتهم جميعاً، كما قتلَ 19 شخصاً آخرين من ثلاثة عائلات في حي السبيل بحمص ذبحاً بالسكاكين على أيدي الشبيحة. وفي بابا عمرو، استمرَّ قطع الكهرباء والماء عن الحي واستهدف القصف معظم منازله، وأفادَ ناشطون بأن عدد المنازل التي احترقت جرَّاء القصف المدفعي والصاروخي قد بلغ 30 منزلاً. وبالإضافة إلى ذلك أفاد طبيب ميداني بأن عدد جرحى الحي بلغَ 500 جريح، ويَصعب الوصول إلى العديد منهم لإسعافهم. وأما قوات الجيش فقد بدأت بدخول أطراف بابا عمرو يوم الأربعاء، ووصلت حتى مسجد القباب ودخلت المستشفى الحكومي فيه مقتربة من الحي. وقد بلغ إجمالي عدد قتلى الأربعاء في حمص 93 قتيلاً.
تجدَّدَ القصف في يوم الخميس 9 شباط مخلفاً عشرات القتلى، بينهم 35 قضوا في القصف على باباعمرو، و11 في استهداف قذيفة لمنزلهم بحي الإنشاءات، و3 في كرم الزيتون بعد أن أطلقت عليهم النيران برشاشات متوسطة. وقد ظلَّ العديد من جرحى القصف وإطلاق النار مرميين في الشوارع ونزفوا حتى الموت نتيجة عدم إمكانية الوصول إليهم لإسعافهم. أيضاً، شاركت المروحيات العسكرية للمرة الأولى في القصف على أحياء حمص يوم الخميس. وفي المُقابل، قامت قوات الجيش السوري الحر - وفق شاهد عيان - بتدمير 4 دبابات ومدرعة الخميس على مشارف بابا عمرو من قوات الجيش النظامي، كما أن الأهالي تمكنوا من الحصول على بعض المؤن الغذائية والطبية من مجموعة نشطاء جاؤوا من شارع البرازيل المجاور. وأدت عمليات الخميس العسكرية إلى سقوط 112 قتيلاً في مدينة حمص بالمجمل. كما اقتحمَ الجيش النظامي في يومي الأربعاء والخميس حي الإنشاءات 5 مرَّات على التوالي وأخذ باقتحام المنازل فيه وتمشيطها وفق ناشطي المعارضة.
في يوم السبت 11 شباط استمرَّ حصار حي بابا عمرو بقوة تتألف من حوالي 1,000 جندي، وأدَّى قصف الحي بالرشاشات الثقيلة إلى سُقوط 15 قتيلاً معظمهم في حي بابا عمرو، كما تعرَّض حي كرم الزيتون لقصف واندلعت اشتباكات عنيفة بين الجيش الحر والنظامي في حي الرفاعي، فيما تمكنت القوات النظامية من اقتحام حي الإنشاءات. وقد أفاد ناشطون بأن مروحيات عسكرية حلَّقت فوق أحياء بابا عمرو والبياضة والخالدية.
تجدَّد القصف لليوم التاسع على حي بابا عمرو في يوم الأحد 12 شباط، حيث سقطت 35 قذيفة خلال اليوم. وأما حي الإنشاءات فقد نُهبت العديد من محالِّه بعد أن دخله الجيش في اليوم السَّابق، كما قال طبيب أن المستشفى الميداني في مدينة حمص يُعاني من نقصٍ في المواد الطبيَّة. وبلغت حصيلة قتلى اليوم 34 قتيلاً بينهم 14 عسكرياً منشقاً قتلوا خلال الاشتباكات مع الجيش النظامي. وبحلول الإثنين 13 شباط أغلقت جميع مخابز مدينة حمص أبوابها باستثناء فرن واحد، وهو ما تسبَّب بتفاقم الأزمة الإنسانية في المدينة، مع نقص حاد بالمواد الغذائية في معظم مناطقها.
في صباح يوم الثلاثاء 14 شباط تجدَّد القصف على حي بابا عمرو، وأفادَ ناشطون بأنه كان القصف الأعنف على الحي منذ خمسة أيام، عندما هدأ القصف قليلاً بحُلول الجمعة، كما أفادوا بأن معدَّل سُقوط القذائف على الحي يُعادل قذيفة كل دقيقتين. وقد أدى هذا القصف إلى سُقوط زهاء 35 قتيلاً في المدينة، بينهم سبعة في بابا عمرو وواحد في الإنشاءات. كما أصبحَ الأهالي داخل الأحياء المحاصرة يستخدمون الحمام الزاجل للتواصل فيما بينهم نتيجة للانقطاع المستمر للاتصالات، إذ قام بعضهم باستخدامه للتواصل معَ أهالي حي بابا عمرو المُحاصرين وسؤالهم عن المؤن التي حتاجونها. وقد تكرر القصف صباح الأربعاء 15 شباط على بابا عمرو موقعاً ستة قتلى. كما اندلعَ صباح اليوم ذاته حريقُ هائل في خط نقل النفط بمدينة حمص الذي يُغذي مصفاة النفط في المدينة، وقد قالت الهيئة العامة للثورة السورية أن النيران اندلعت نتيجة لقصف الجيش على المنطقة، وتلاه تحليق للطيران الحربي بالجوار. وفي يوم الخميس 16 شباط استمرَّ القصف لليوم الثالث عشر على التوالي بمُعدل ست إلى سبع قذائف في الساعة مستهدفاً أحياء بابا عمرو والإنشاءات والخالدية، وفي المساء انخفضت وتيرة القصف ليبدأ إطلاق النار من طرف القناصة على كل من يَتحرك في الشوارع.
في يوم الجمعة 17 شباط عادَ القصف على أحياء بابا عمرو والإنشاءات والخالدية وكرم الزيتون، ووصفه ناشطون بأنه كان الأعنف منذ بدء الحملة في 3 شباط الماضي، وتسبَّب بسُقوط ما لا يَقل عن 14 قتيلاً. وفي اليوم التالي عُثرَ في المدينة جثث 9 قتلى مجهولي الهوية، وغير معروفٍ كيف ماتوا بالضبط. كما أن ذلك اليوم شهدَ اندلاع حريق في خزان للبنزين بمصفاة النفط في حمص. في يوم الأحد 19 شباط سقطَ 10 قتلى في المدينة، بينهم امرأتان توفيتا بالقصف، وثلاثة جنود قتلوا أثناء محاولتهم الانشقاق والالتحاق بالجيش الحر. وأما الإثنين 20 شباط فقد ارتفع عدد القتلى فيه قليلاً ليبلغ 14، من بينهم أربعة قتلوا في قصف على حيِّ الملعب والآخرون في القصف على بابا عمرو، فضلاً عن سقوط 300 جريح آخرين، كما حلَّقت مروحيات عسكرية فوق الحي لتحديد المواقع التي سيتم قصفها. وقد سقطت 250 قذيفة على بابا عمرو بالمجمل منذ صباح اليوم وحتى المساء، مع تواصل تدفق التعزيزات للجيش من مختلف أنحاء البلاد.
تواصل القصف لليوم الثامن عشر على التوالي في يوم الثلاثاء 21 شباط، وقد سقطت خلاله 250 قذيفة على الحي وانتشل أكثر من عشرين قتيلاً من بين الأنقاض، وفي اليوم ذاته خرج رتل من أكثر من 50 مدرعة من دمشق باتجاه حمص لدعم قوات الجيش النظامي. وقد أوقعَ هذا القصف الذي دام قرابة ساعتين وكان أشدَّ من الأيام السابقة ما لا يَقل عن 45 قتيلاً الثلاثاء، بالإضافة إلى مئات الجرحى. كما دعت منظمة الصليب الأحمر الدولي إلى إقامة هدنة بين الجيش الحر والنظامي مدتها ساعتان على الأقل يومياً للتمكن من إيصال المساعدات الإنسانية إلى أهالي الأحياء المحاصرين.
في صباح يوم الأربعاء 22 شباط قامت بعض المروحيات العسكرية بالتحليق فوق مدينة حمص، وبعدَ ذلك بقليل بدأ القصف عليه مُجدداً. وقد تسبَّب القصف العنيف بتدمير الكثير من أجزاء حي بابا عمرو، كما استهدفَ أحياءً أخرى منها باب السباع والرفاعي وكرم الزيتون، مع انقطاع تام للاتصالات وتحليق المروحيات للتحري عن مواقع اللواقط اللاسلكية ثم قصفها براجمات الصواريخ المتمركزة عندَ قلعة حمص، فضلاً عن وصول تعزيزات إضافية إلى الجيش من مدينة دمشق. وقد سقطَ بالمجمل 60 قتيلاً جرَّاء القصف، بينهم الناشط السياسي البارز أحمد السيد، بالإضافة إلى الصحفية الأمريكية ماري كولفين والمصور الفرنسي ريمي أوشليك الذين قتلا في قصف استهدفَ بناءً كان يَختبه داخله عدة صحفيين أجانب.
وفي اليوم التالي (الخميس 23 شباط) اتَّهم ناشطون الجيش السوري باستخدام صواريخ سكود أرض-أرض روسية الصنع في قصف حي بابا عمرو فضلاً عن أنواع من الغازات السامة، وهي المرة الأولى التي يُفيد فيها ناشطون باستخدام هذا النوع من الصواريخ بقصف المدن منذ اندلاع الاحتجاجات. وجاء هذا القصف مع استمرار حصار الحي لليوم العشرين على التوالي، ووُجود نقص كبير بالمواد الغذائية والطبية وانقطاع تام للماء والكهرباء والاتصالات داخله، كما استهدف قصف الخميس حيي الإنشاءات والخالدية غلى جانب بابا عمرو. وفي اليوم ذاته، وجَّه بعض الصحفيين الأجانب الذين أصيبوا بهجوم البارحة (حين مقتل الصحفية الأمريكية والمصور الفرنسي) مناشدات إلى المجتمع الدولي للعمل على إقامة هدنة تسمح بإخراجهم من حي بابا عمرو المُحاصر، وإيصالهم إلى لبنان حيث يُمكنهم تلقي العلاج. كما أفادوا بأن أطباء الجيش السوري الحر عملوا على إسعافهم بما لديهم، لكن إمكاناتهم الطبية المحدودة ليست كافية لمستوى الإصابات.
في الساعة السابعة من صباح يوم الجمعة 24 شباط تجدد القصف على بابا عمرو موقعاً ما لا يَقل عن 4 قتلى، فيما احتل مئات الأفراد من قوات الأمن والجيش حي الإنشاءات المجاور، وشهد كرم الزيتون قصفاً هو الآخر، مع استمرار تدهور الوضع الإنساني في مُختلف أحياء المدينة. كما وردت تقارير جديدة عن استخدام صواريخ سكود، التي أفاد الناشطون أنها تُطلق على الطوابق السفلية من المباني، لتسبب انهيار المبنى بالكامل بكافة طوابقه. ومن الجدير بالذكر أن ناشطي الاحتجاجات على الإنترنت أطلقوا على يوم الجمعة هذا اسم «جمعة سننتفض لأجلك بابا عمرو» تضامناً مع الحي المُحاصر. وأما الصليب الأحمر الدولي فقد استمرَّ بالتفاوض مع جهات رسمية للسَّماح له بدخول حي بابا عمرو وإجلاء الحصفيين الغربيين المُصابين وإيصال المساعدات الإنسانية إلى الحي، وأفاد بأن بعض عناصره نجحوا يوم الجمعة بالدخول إلى الحي لإجلاء الصحفيين.

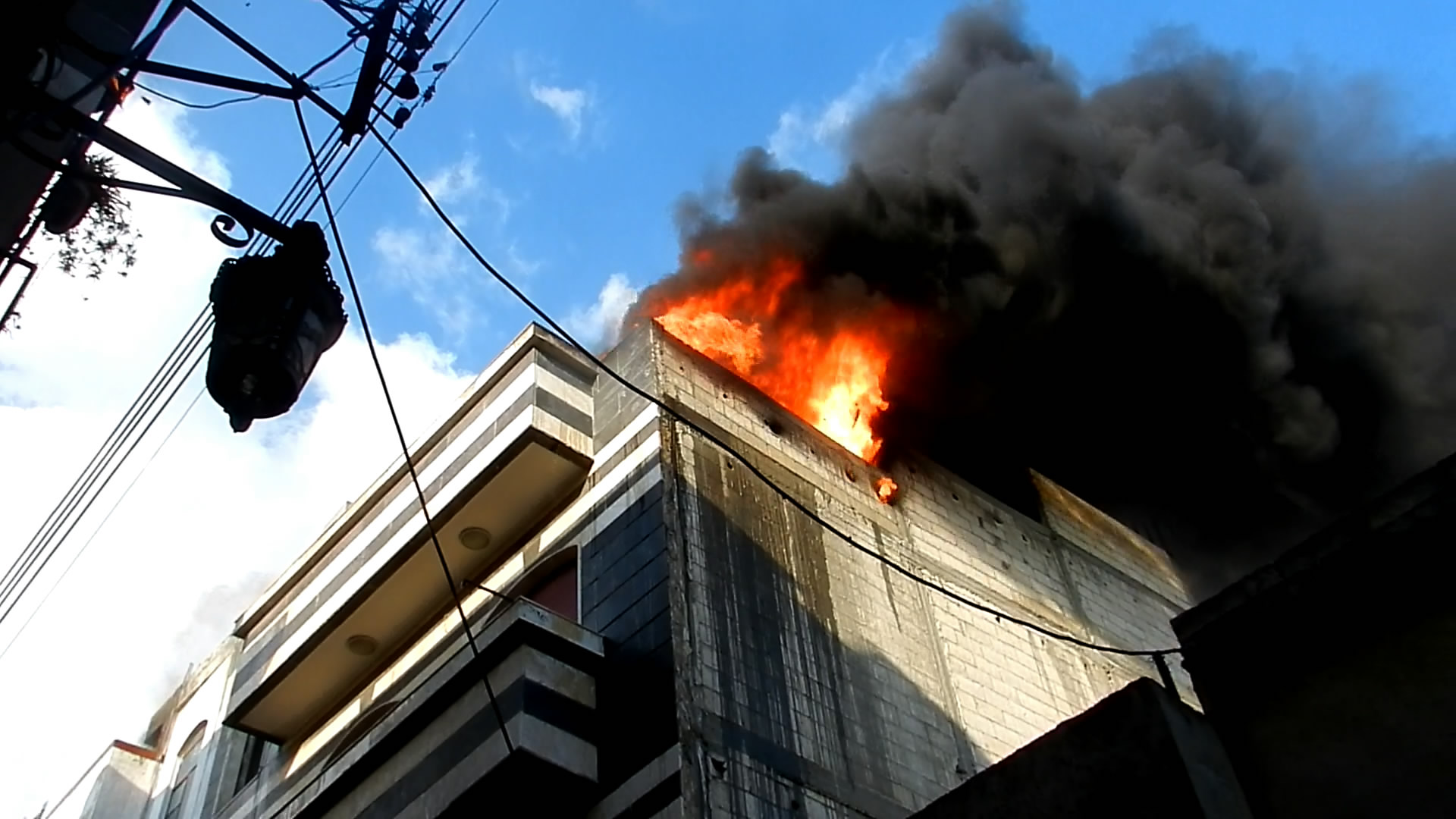
احتراق أحد المباني في حي بستان الديوان بعد قصفه من الجيش النظامي

في يوم السبت 25 شباط وقع قصف عنيف على أحياء بابا عمرو والخالدية والحميدية وباب الدريب وباب تدمر، مما تسبَّب بسُقوط 24 قتيلاً. وأما الصليب الأحمر الدولي فقد واصل مفاوضاته لإجلاء الجرحى، وانطلقت يوم السبت من حي بابا عمرو ثلاث سيارات إسعاف تابعة له لنقل الجرحى إلى خارجه. في اليوم التالي 26 شباط شهدت المدينة اشتباكات سقطَ جراؤها 8 قتلى من المدنيين و 10 من قوات الأمن، فيما لم يُجرى استفتاء تعديل الدستور السوري فيها بسبب الظروف غير المواتية. سقط في يوم الإثنين 27 شباط 13 قتيلاً بمدينة حمص، وذلك إثر قصف بابا عمرو وإطلاق النار في حيي الخضر والحميدية.
في يوم الثلاثاء 28 شباط وبعد مُفاوضات استمرَّت لمدة أسبوع تقريباً، بدأ أخيراً إجلاء الصحفيين المصابين في حي بابا عمرو. لكن خلال عملية النقل تعرَّض الموكب للهجوم من طرف القوات النظامية، واضطر بعض الصحفيين إلى العودة لحمص، فيما تمكن الباقون من الوصول إلى لبنان وترك البلاد. وفي اليوم ذاته، أدَّى قصف أحياء بابا عمرو والخالدية والحميدية وكرم الزيتون وباب السباع إلى سُقوط 65 قتيلاً في المدينة.

### انسحاب الجيش الحر (مطلع آذار)
أخيراً في يوم الأربعاء 29 شباط وبعد قصف عنيف استمرَّ 26 يوماً، بدأت قوَّات الأمن والجيش بمُحاولة اقتحام حيّ بابا عمرو من جهات «ساحة الباسل» وشارع الملعب وحي الإنشاءات، مما أدَّى إلى اندلاع اشتباكات بينها وبين مقاتلي الجيش الحر، وقامت قوات الأمن باستخدام بعض الأهالي كدروع بشرية للتقدم عبر الحي خلال ذلك، كما سقط 4 قتلى أثناء العمليات، كما أعلن مسؤولون أمنيون أن السلطات استعادت السيطرة على المنطقة. لكن على الرغم من هذا، فإن كتيبة الفاروق من الجيش السوري الحر قالت أن ما تمكنت قوات النظام من السطيرة عليه كان مجرَّد منازل مهجورة على أطراف الحي انسحبت منها سابقاً، وأن المنطقة لا زالت تحت سيطرتها، كما قالت أنه في الصباح وعندما كان يستخدم الجيش المواطنين كدروع بشرية، انشق الجنود الذين كلفوا بتلك المهمة في الصفوف الأمامية وفروا، مما أدى إلى انسحاب الجيش بسُرعة وإطلاقه صواريخ سكود على الحي رداً على ذلك. وتزامن ذلك مع تمكن القوات النظامية من قطع طريق سري كانت تُهرب عبره الأغذية والأدوية إلى الحي المحاصر منذ مدة، فيما تجدَّدَ القصف على أحياء بابا عمرو والخالدية والبياضة. ووسطَ كل هذه الأحداث، أعلن الهلال الأحمر السوري فجأة عن وقف كل عمليات الإغاثة في حي بابا عمرو، وسحب كل متطوعيه منه.
في يوم الخميس 1 آذار، أعلنَ الجيش السوري الحر عن انسحابه من حيّ بابا عمرو «انسحاباً تكتيكياً» حفاظاً على أرواح المدنيين، ونظراً إلى نفاذ الأسلحة. وعلى الرُّغم من ذلك فقد بقيَ بعض مقاتليه في المنطقة على أمل تغطية انسحاب رفاقهم، وحذر الجيش الحر النظام من اتخاذ أي إجراءات انتقامية ضد المدنيين. وقد سقطَ 17 قتيلاً في اليوم ذاته خلال عمليات التفتيش والمداهمات في بساتين بابا عمرو، بينهم 12 ذبحوا بالسكاكين. وعلى الرُّغم من حصول الصليب الأحمر الدولي على موافقة رسمية منذ الخميس بدخول حي بابا عمرو لتقديم المساعدات الإنسانية إلى الأهالي، غير أن السلطات منعته في يوم الجمعة 2 آذار من الدخول، دون تقديم أسباب واضحة، وقد اتُهمت بأن ذلك كان تنظيف آثار العمليات العسكرية فيه. وقد ذُبح 10 أشخاص جدد من أهالي بابا عمرو يوم الجمعة، كما حذر المجلس الوطني السوري من حدوث مجازر في المنطقة بعد انسحاب الجيش الحر. استهدفَ القصف صباح السبت 3 آذار أحياء الخالدية والحميدية وكرم الزيتون والقصور والخضر وجورة الشياح وباب السباع. وأما مفاوضات الصليب الأحمر فاستمرَّت على الرُّغم من أن السلطات استمرت برفض دخول الموكب إلى الأحياء المحاصرة.
منذ انسحاب الجيش الحر من بابا عمرو ودخول القوات الأمنية إليه، بدأت بتمشيط الحي والبحث عن كل الرجال الذين يَزيد عمرهم عن 14 عاماً، حيث تقوم بإعدامهم قسرياً غالباً أو تقوم باعتقالهم وتعذيبهم. كما حدثت حركات نُزوح كبيرة من المدينة، حيث حاول ما يَتراوح من 1,000 إلى 2,500 شخص من أهاليها الهرب منها نحو الحدود اللبنانية فراراً من العمليات العسكرية والقتل والاعتقال. وبالإضافة إلى ذلك، فإن الاعتقالات العشوائية استمرَّت في حي بابا عمرو طوال الأسبوع التالي، فيما تقطَّعت السبل بالأهالي المهجرين وسط نقص الطعام والوقود والأدوية وبرودة الطقس القارسة.
في يوم الثلاثاء 6 آذار عادَ القصف بمدافع الهاون والقذائف الصاروخية والمسمارية، واستهدف أحياءً منها جب الجندلي والغوطة. فيما أرسل الهلال الأحمر السوري قافلة مساعدات جديدة إلى بابا عمرو تتألف من 4 شاحنات، تحوي 1,000 سلة غذائية من سكر وأرز وعدس ومواد أخرى، بالإضافة إلى 7000 فرشة و 1,000 لحاف.

## أحداث آذار
تمكن النظام من دخول حي بابا عمرو يوم الخميس في 1 آذار إثر نقص ذخيرة الجيش الحر ،وبذلك أبعد النظام الثوار عن الأحياء التي تقع فيها المؤسسات الإدارية في المدينة كالإنشاءات والغوطة والمحطة بما في ذلك جامعة حمص التي تقع شرقي حي بابا عمرو، في يوم الجمعة 2 آذار خرجت المظاهرات تُطالب بتسليح الجيش الحر وسُميت "جمعة تسليح الجيش الحر" ،في 3 آذار قام النظام السوري بتسليم جهات غربية جثتين تعودان للصحفية الأميركية ماري كولفن والمصور الفرنسي ريمي أوتليك اللذين قتلا في 22 شباط خلال القصف على بابا عمرو، فيما تمّ تأمين وصول الصحفية الفرنسية إيديت بوفييه إلى لبنان من قبل الجيش الحر في اليوم السابق.
في 7 آذار سمح النظام لفريق الأمم المتحدة بدخول حي بابا عمرو بعدما منعه لمدة أسبوع كامل، حيث قام النظام بإزالة الجثث وإخفاء أثار الجرائم، وقالت مسؤولة الشؤون الإنسانية في الأمم المتحدة فاليري آموس إنّ المناطق التي زارتها في حي بابا عمرو في مدينة حمص "مدمرة بالكامل".
مجزرة جوبر
في 8 آذار تم اكتشاف مجزرة راح ضحيتها 44 شخصاً من أهالي المنطقة - بينهم 13 فرداً من عائلة واحدة - ذبحاً بالسكاكين في حي جوبر جنوب حي السلطانية بالقربُ من بساتين بابا عمرو.
مجزرة كرم الزيتون
تعتبر أحياء كرم الزيتون والنازحين وعشيرة ذات موقع حيوي للنظام مثل بابا عمرو، فهي أحياء سنية تفصل بين الاحياء العلوية في شرق مدينة حمص وهي الزهراء والأرمن والمهاجرين وبين الأحياء العلوية الواقعة في جنوب المدينة وهي النزهة وكرم اللوز ووادي الذهب، في 10 آذار بدأ النظام تطويق هذه الأحياء وقصفها بالهاونات والمدفعية ،وفي ليلة الأحد 11 آذار وصباح الاثنين 12 آذار قام النظام والشبيحة العلويون بالدخول إلى أطراف كرم الزيتون بعد قصفهم الحي ونفذوا فيه وفي حي العدوية الواقع غربي الحي مجزرة مروّعة ، حيث قاموا باعتقال عشوائي لعشرات من أفراد أسر سنية مختلفة في الحي وجمعوهم في أحد مباني الحيّ. تعرَّض هؤلاء المعتقلون بعد ذلك (وفق رواية ناجٍ من المجزرة دُفن تحت جثث القتلى) لتعذيب استمرَّ لمدة ساعتين كاملتين، ثمَّ فصلوا بينهم، فوضعوا الرجال في غرفة والأطفال والنساء في غرفة، وسكبوا على الرِّجال البنزين ثمَّ أضرموا النار في بعضهم وأعدموا بعضهم الآخر رمياً بالرَّصاص. وأما الأطفال فذبحوا أمام أمهاتهم بالسكاكين، ثمَّ اغتصبوا النساء بمن فيهم بعض القاصرات، وقتلوهم رمياً بالرَّصاص بدورهم. وقد قال أحد أهالي حي كرم الزيتون أن الأسر العلوية التي كانت متبقّية في الحي كانت قد نزحت منه قبل أربعة أيام من المجزرة، وقد أضاف: «عرفنا الآن لماذا حدث ذلك».
أحصيَت 30 جثة في مجزرة كرم الزيتون، وأما إجماليُّ القتلى فقد بلغَ زهاء 60 قتيلاً، ويَشمل ذلك ضحايا كرم الزيتون والعدوية كليهما، وقد رفعته بعض المصادر إلى 144 قتيلاً بينهم 28 طفلاً و23 امرأة. كما أوقعَ القصف الذي سبقَ المجازر وإطلاق النار على المنطقة حوالي 70 جريحاً. وقد سحبَ جنود من الجيش الحر لاحقاً جثث هؤلاء القتلى إلى حيّ باب السباع المُجاور الأكثر أماناً، وهناك تمكَّن ناشطون من تصوير الجثث والتحدث إلى الناجين من المجزرة. وبعدَ عشرة أيام تقريباً من المجزرة تمكَّن ناشطون من التسلُّل أيضاً إلى حي الرفاعي القريب من حيَّي كرم الزيتون والعدوية عن طريق التنقل بين فتحات في جدران الأبنية (حيث أن التجول في الشوارع لبلوغ الحي غير مُمكن)، والذي كان محاصراً مذ ذاك، وهُناك عثروا على 39 جثة لقتلى يُعتَقد أنهم قتلوا في 12 آذار مع ضحايا مجزرتي كرم الزيتون والعدوية، وقاموا بتصوير هذه الجثث.
بعدَ أن شاعت أنباء المجزرة بدأت مئات العائلات السنية بالنزوح من مُختلف أحياء الحمص، وخصوصاً حي كرم الزيتون، حيث انتشرَ مناخ من الخوف بتكرار مجازر مُشابهة. كما شملَت حركات النزوح الجماعية حيَّي باب الدريب والنازحين، وهربت بعض العائلات إلى العراء حيث لم تجد ملجأ للمبيت فيه، فيما نزحت الكثير منها باتجاه حي البياضة السني الواقع شمال شرق حمص.
كما أثارت المجزرة سخطاً كبيراً في الشارع اليمنيّ، وندَّدَ بها المعتصمون في ساحة الحرية بمدينة صنعاء، ودعا آلاف المتظاهرين الجامعة العربية إلى اتخاذ موقف فوريّ وصارم من «المجازر التي تُرتكب في سوريا». قال وليد فارس وهو ناشط سوري من مجلس الثورة في محافظة حمص: النظام بدأ اللعب على الوتر الطائفي بشكل عملي من خلال مجزرة كرم الزيتون وستكون الأيام التالية لها صعبة للغاية وربما تتكرر المجازر
مجزرة كرم اللوز
في 13 آذار ارتُكبت مجزرة أخرى في حي كرم اللوز الواقع غربي كرم الزيتون، وقد اتّهمت وكالة سانا الرسمية إرهابيِّين بارتكاب المجزرة، وقالت أن عدد القتلى بلغَ 15 قتيلاً من عائلة واحدة بينهم الكثير من النساء والأطفال، غير أن المُعارضة اتهمت الشبيحة في المُقابل بالوقوف وراء المجزرة. وقد جاءَ إعلان وكالة سانا هذا بعد أن نشرَ ناشطون صوراً لضحايا المجزرة على مواقع إلكترونية، كما شهدَ اليوم نفسه العُثور على عشرات الجثث المتفحمة مرميَّة في شوارع حي كرم الزيتون، وقد تحدّث بعض الناشطون إثرَ ذلك عن حدوث الكثير من المجازر في أحياء مدينة حمص دون أن تصل أخبارها بسبب الحصار الكامل والتعتيم الإعلاميّ.
وفضلاً عن المذابح فقد استمرَّ القصف المدفعيُّ حسب المعارضة لفترات متقطّعة على مدى أوائل وأواسط الشهر وعلى عدة أحياء، منها جب الجندلي والخالدية وغيرها.
في يوم الإثنين 19 آذار (بعد يوم من تشييع 66 قتيلاً في قرية البويضة الشرقية ممَّن قضوا خلال حملة بابا عمرو وتسليم 70 جثة أخرى لقرية كفر عايا) عادَ القصف معَ ساعات الصَّباح الأولى بشدَّة كبيرة، واستهدفَ القصف المدفعيُّ والصاروخيُّ أحياء البياضة والخالدية (شمال المدينة) ومجمَل منطقة حمص القديمة (وسط المدينة)، وقد كانت الأخيرة أيضاً موقعاً لاشتباكات عَنيفة بين القوات النظاميَّة والجيش الحر. وقد شهدت حمصُ القديمة صمتاً مطبقاً وأخلى العديد من التجار فيها محالهم خوفاً من أن تتعرَّض للنهب والسرقة. وأما حي الخضر فشهدَ حركات نزوح جماعيَّة خوفاً من اجتياح الشبيحة، وهجره معظم سكانه، وعلى إثر ذلك دخلته قوات الشبيحة وبدأت عمليات تمشيط واسعة فيها للمنازل الخالية بينما باتَ الحي شبه مهجور، كما تعرَّض حي كرم الشامي للاقتحام وعمليات تمشيط. تعرَّضت أحياء القصور والقرابيص وباب السباع والمريجة والصفصافة وباب الدريب (الواقعة جميعاً في وسط حمص وجلُّها من حمص القديمة) إلى قصف مدفعيٍّ بالهاون في 20 آذار،

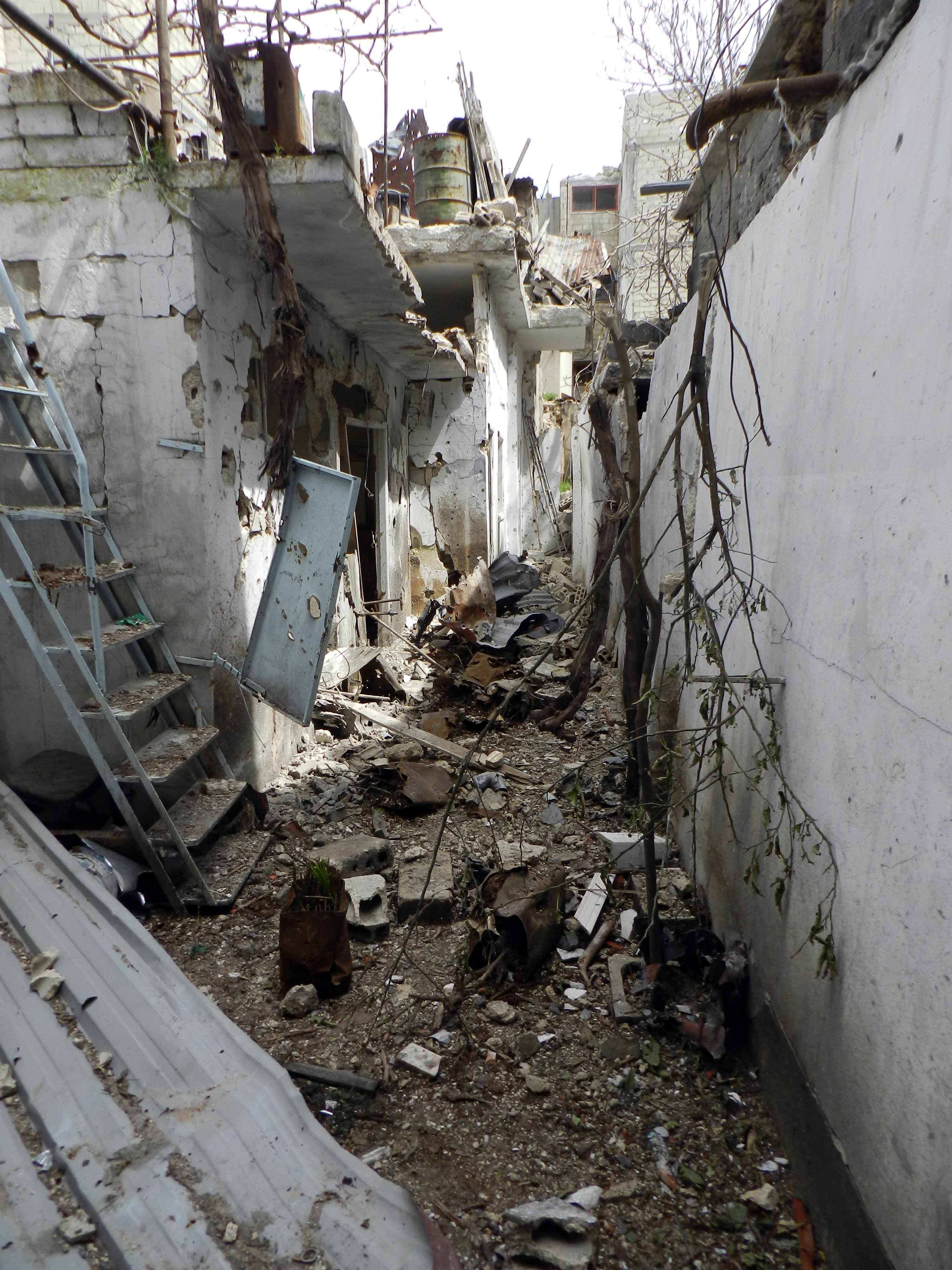
آثار الدَّمار على مبنى سكنيّ في حي باب الدريب وسط حمص جرَّاء القصف الشديد.

وأدى القصف إلى هجرة معظم سكانها منها بعد تدمير الكثير منازل، كما شهد حي الخالدية هو الآخر قصفاً عنيفاً مُشابهاً أدَّى إلى سُقوط العديد من القتلى والجرحى بالإضافة إلى احتراق وتهدُّم عدة منازل. بدأ في يوم الثلاثاء هذا أيضاً بناء جدار فاصل بين حيَّي بابا عمرو والإنشاءات بارتفاع 3 أمتار مبنيٍّ من البيتون المسلّح.
تجدَّدَ القصف في 21 آذار على أحياء حمص القديمة وباب السباع والصفصافة والخالدية والبياضة، وقد أصابت القذائف جامع النوري الكبير بالخالدية وألحقت أضراراً به، وأدَّت إلى بدء حركات نزوح جماعية من منطقة حمص القديمة والخالدية هرباً من القصف الشديد، كما خلّف القصف 37 قتيلاً في مُجمَل حمص معظمهم في الخالدية، بالإضافة إلى 150 جريحاً. وعندَ هذه المرحلة باتت أحياء بابا عمرو وبابي السباع والدريب والحميدية وكافة حمص القديمة مَهجورة تماماً وخالية من السكان، ولذلك فإن منطقة القصور والبياضة والخالدية - التي كان يَتركز عليها الهُجوم الآن - كانت هيَ المناطق الوحيدة المتبقية المأهولة في المدينة تقريباً.
أعدمَ 14 شخصاً ميدانياً في حي بابا عمرو يوم الخميس 22 آذار، كما استمرَّ حصار وقصف حي الخالدية لليوم الرَّابع، بالإضافة إلى استمرار القصف على منطقة حمص القديمة، وتوبعت حركات النزوح منها ومن حي القصور شمال حمص. وقد استُخدمت في قصف حي باب السباع يوم الخميس صواريخ حرارية أدت إلى تهدم بعض المباني. وتتابع القصف على الخالدية وحمص القديمة - وخصوصاً حيَّي باب الدريب والصفاصفة - في اليوم التالي 23 آذار «جمعة قادمون يا دمشق» مع تحليق الطيران باستمرار فوق أنحاء المنطقة، بالإضافة إلى أن القصف قد طال في هذا اليوم حيَّي دير بعلبة ووادي العرب.
استمرَّ القصف اليوميّ كل صباح على أحياء الصفصافة والحميدية وحمص القديمة وبستان الديوان وباب هود والقصور ودير بعلبة طوال الأسبوع التالي (الأسبوع الأخير من شهر آذار)، موقعاً 55 قتيلاً على مدى الأسبوع في أنحاء المدينة. أصابت بعض القذائف خلال أسبوع القصف هذا في 25 آذار كنيسة أم الزنار في حي الحميدية، وكانت تلك المرة الثانية في الشهر الأخير، كما تعرَّض «جامع أبي ذر الغفاري» في حي باب تدمر لقصف عنيف هو الآخر في 29 آذار، بحلول نهاية آذار أتمّ النظام السيطرة على العدوية وباب السباع والمريجة بعدما سيطر على عشيرة والنازحين وكرم الزيتون وهجّر منها سكانها.

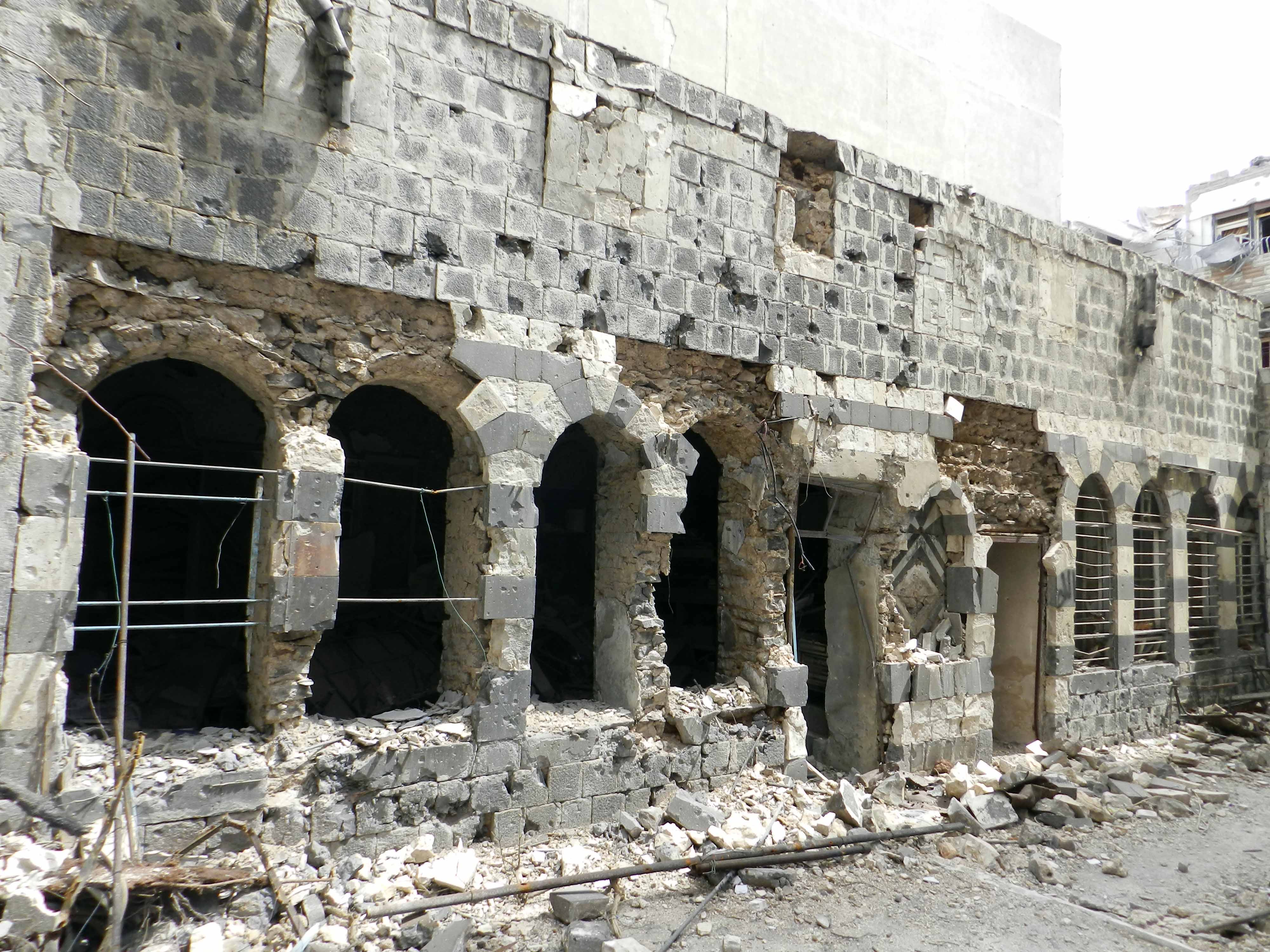
آثار الدَّمار على جامع في حي باب الدريب وسط حمص جرَّاء القصف الشديد.

في صباح يوم الثلاثاء 27 آذار زار بشار الأسد حي بابا عمرو في تحدٍّ للمعارضة، قال الأسد مخاطباً الأهالي الذين جمعهم الأمن له:
كذلك فقد تعرَّض حي القصور الواقع شمال غربي حمص لإخلاء قسريٍّ في 27 آذار كذلك، حيث دخلته القوات الحكومية ومنحت كافة السكان 30 دقيقة لإخلائه وإلا فإنها ستبدأ بقصفهم، وأما حي دير بعلبة الواقع في شمال شرقيّ المدينة فكان قد هجره - بدوره - ثلاثة أرباع سكانه بحلول نهاية آذار.

## أحداث نيسان
في 2 نيسان سيطر الثوار على المشفى الوطني في حي جورة الشياح غرب الخالدية وعثروا على عشرات الجثث قُدّرت ب 75 جثة.
مجزرة دير بعلبة
بعدما أتمّ النظام قمع الثورة في أحياء جنوب غربي حمص في بابا عمرو والسلطانية وجوبر وأحياء جنوب شرقي المدينة في عشيرة والنازحين وكرم الزيتون وباب السباع والفاخورة بدأ في 2 نيسان هجومه على أحياء شمال شرقي حمص دير بعلبة والبياضة ،وخلال معارك امتدّت بين 2 و 9 نيسان سيطر على دير بعلبة ونفذ مجزرة مروّعة هو وقوات الشبيحة العلويون، حيث تم العثور على 210جثة تم توثيق 148 منها  بالاسم،وفقاً لمصادر أخرى فقد تم توثيق أسماء 221 شخصاً قضوا في المجزرة لغاية 7 نيسان، بحلول 9 نيسان سيطرت قوات النظام على جميع الحيّ وبدأت قصفاً للبياضة، حيث شهدت أحياء حمص الشمالية خلال شهر نيسان قصفاً مكثفاً على البياضة والخالدية وجورة الشياح والقرابيص والقصور، في 8 نيسان حاول النظام احتلال حي القصور ممّا أسفر عن تدمير مدرعة له ومقتل 4 جنود.
خطة المبعوث الأممي كوفي عنان
في 10 نيسان انتهت مهلة المبعوث الأممي كوفي عنان التي تنص على خطة لسحب النظام لقواته من المدن السورية وأطراف هذه المدن لكن النظام لم يلتزم بالخطة، وهذه الخطة مكونة من ستّ نقاط، هي وقف العنف من جميع الأطراف تحت إشراف الأمم المتحدة وسحب القوات العسكرية من المدن وتقديم مساعدة إنسانية إلى المناطق المتضررة وإطلاق سراح المعتقلين على خلفية الأحداث مع السماح للسوريين بالتظاهر السلمي،وبدء هدنة في في الساعة السادسة صباحاً بالتوقيت المحلي في يوم الخميس 12 نيسان بين الطرفين يتوقف الجيش الحر والجيش النظامي عن الأعمال العسكرية، وهي خطة وافق مجلس الأمن عليها في 27 آذار الفائت لكن لم يلتزم بها النظام.
السيطرة على حي البياضة
منذ بداية نيسان شن النظام قصفاً بالهاونات على الحي الذي يعتبر من مراكز الحراك الثوري في مدينة حمص، وهو حي الناشط عبد الباسط الساروت ،وبعد السيطرة على حي دير بعلبة الواقع شرقي البياضة في 9 نيسان سيطر النظام والشبيحة العلويون عليه في 18 نيسان في الذكرى الأولى لمجزرة الساعة في 18 نيسان 2011.
بعثة المراقبين الدوليين في حمص
في 21 نيسان وصلت بعثة المراقبين الدوليين إلى حمص وزارت أحياء يسيطر عليها الجيش الحر في الخالدية وحمص القديمة، وفي أواخر نيسان هدأت وتيرة القصف وتوقّف النظام عن اقتحام الأحياء.

## نهاية الاجتياح وبدء حصار حمص
بعد السيطرة على حيي دير بعلبة والبياضة انقطعت طرق الإمداد إلى حمص من الريف الشمالي، أصبحت الإمدادات تأتي بشكل غير آمن من الدار الكبيرة إلى الدوير والحصوية ثمّ إلى حي الوعر وأحياء حمص التي تسيطر عليها المعارضة عبر نهر العاصي وعبر طرق خطرة في بساتين الميماس، وأيضاً عبر بساتين بابا عمرو من الريف الجنوبي، قامت بعدها قوات الجيش الحر باسترجاع حي دير بعلبة في شهر أيار ،وفي 9 حزيران أغلقت قوات النظام معبر الغوطة الذي يربط أحياء المعارضة بأحياء النظام، ومنعت خروج ودخول الأفراد ومنعت دخول السلع والمواد الغذائية والوقود، وأصبح هنالك خشية دولية من أنّ النظام يُحضّر لمذبحة في الأحياء المحاصرة، ممّا جعل كتائب الفاروق وثوار دير بعلبة في منتصف حزيران يبدأون معركة من حي دير بعلبة لفتح معبر إلى أحياء حمص المحاصرة من الشمال بالهجوم على البياضة من الشرق للوصول إلى الخالدية، وكذلك هاجم الثوار المحاصرون في حمص حي البياضة من الغرب من الخالدية بقيادة عبد الباسط الساروت وقاموا بالسيطرة على بعض كتل الأبنية فيها ،لكنّ النظام صدّ الهجوم، كما استطاع النظام احتلال حي القرابيص الحيوي الذي تأتي منه الإمدادات في أخر تموز وبقي طريق الإمداد الوحيد هو حي القصور، وأدى لاحقاً إلى البدء في معركة ثانية في دير بعلبة في كانون الأول، انتهت المعركة بمجزرة ثانية هائلة في حي دير بعلبة عندما سيطرت قوات النظام عليها ثانية في 29 كانون الأول 2012 راح ضحيتها 220 شخصاً، أدى ذلك لسقوط حيي السلطانية وجوبر وبلدة كفر عايا قرب بابا عمرو في شباط 2013 وثم منطقة القصير جميعها في حزيران ثمّ سقوط حي الخالدية بعد ذلك في آخر تموز 2013، بعدها تم تضييق الخناق على حمص بقطع طريق إمداد رئيسي عبر البساتين من الريف الجنوبي، وتبقى طريق الريف الشمالي ذي الخطورة العالية إذ أنّ النظام يسيطر على المنطقة في بساتين الميماس.

## الوضع الإنساني خلال الحملة

### القتل الجماعيّ
وصفَ بعض الناشطين الجيش السوري بعدَ دخوله حي بابا عمرو في مطلع شهر آذار بأنه بدأ «عملية تطهير» في الحيّ، حيثُ بدأ الشبيحة بمُساعدته بدخول المنازل منزلاً منزلاً وتمشيطها، بل وتمشيط جميع الأنفاق والأقبية، ثم اعتقال جميع الرجال الذين تزيد أعمارهم عن الـ14 عاماً، وبعد ذلك يُضرِمون النيران في المنازل ويَخرجون. وقد تحدَّث الناطق باسم مجلس حقوق الإنسان في الأمم المتحدة عن «تقارير بدأت تخرج من حي بابا عمرو في حمص بعد ان سيطرت عليه القوات الحكومية». حيث تحدَّث بعض الفارّين من الحي عن حدوث عمليات إعدام جماعية للأهالي بعد دخول الجيش واعتقال الرجال، وقد أكدت الهيئة العامة للثورة السورية هذه الأنباء وقال أحد أعضائها: «من تبقى في بابا عمرو ليس ناشطاً ولا منشقاً وإلا لما بقي في الحي، هذا الأمر يجعلنا نفكر في أن الإعدامات انتقائية... والهدف منها الانتقام من بابا عمرو».
وعدد هذه الحالات ليسَ معروفاً بالضبط نظراً إلى الحصار الخانق المفروض على بابا عمرو، لكن الفارين من الحيِّ بعد اجتياحه وثّقوا 55 حالة مُشابهة على الأقل في أول يومين للاجتياح.

### الغذاء والدواء وظروف المعيشة
عانى الـ4,000 نسمة المتبقّين من أهالي حيّ بابا عمرو - الذين اختاروا البقاء فيه على الرُّغم من القصف - من ظروف إنسانية صعبة خلال أسابيع الحصار الثلاث أثناء حملة بابا عمرو. فقد كان يُمنَع كلياً دخول أي مواد غذائية أو طبيَّة طوالَ فترة الحصار، فضلاً عن أن المياه والكهرباء والاتصالات كانت مقطوعة بالكامل عن كافة أنحاء الحيِّ طوال الأسابيع الثلاثة. وهكذا فقد تردَّت وتفاقمت الأوضاع الإنسانية كثيراً في الحي يوماً بعد يوم. وقد حاولَ أهالي بعض الأحياء المُجاورة - مثل باب السباع - كسرَ الحصار بإيصال بعض الإغاثات إلى الحي، بل وإنهم استخدموا الحمام الزاجل للتواصل مع أهالي بابا عمرو بسبب انقطاع الاتصالات، لكن الكميَّات التي أوصولها كانت بسيطة ولم تكن كافية للحي بأكمله.
كما زادَ من سوء هذه الظّروف انخفاض درجات الحرارة كثيراً في المنطقة وهطول الثلوج من سوء الأوضاع الإنسانية فيها، حيثُ لم يَستطع السكان الحصول على التدفئة أو الغذاء بعد أن قُطعت عنهم الكهرباء والوقود، وقد قال رئيس لجنة الصليب الأحمر للإذاعة السويسرية بعد اجتياح بابا عمرو وانخفاض درجات الحرارة: «الأوضاع في غاية الصعوبة والأحوال الجوية مأساوية، الجو بالغ البرودة والقتال دائر والناس لا يمكنهم الحصول على الغذاء أو الماء، وبالإضافة إلى ذلك تُوجد مشكلة كبيرة لإجلاء الجرحى». وعلى الرُّغم من عدم تمكن الصليب الأحمر من دخول الحيّ آنذاك فقد وزّع مواداً غذائية وطبية وحليب أطفال وبطانيات على الفارّين من إلى الأحياء المُجاورة، الذين لم تتوفّر لهم مثل هذه الأشياء لأسابيع.
بالإضافة إلى ذلك فُرضَ حظر تجوال كامل في أغلب أجزاء مدينة حمص طوال فترة الحملة، وكانت المواد الغذائية والطبية والاتصالات والماء والكهرباء والخبز عن العديد من مناطقها، وأما المحالُّ التجارية فقد باتَ جلها مغلقاً وتعرَّض الكثير منها للتكسير والتخريب، مما دفعَ أصحاب محال أخرى إلى إخلاء محالهم مما فيها. وأما وسط المدينة (حمص القديمة) فقد كانت خالية تماماً وانتشرَ فيها القناصة. وخلال مجمل فترة الحملة كان تستمرُّ المروحيات العسكرية بالتحليق من آن لآخر في دوريات استطلاعية فوقَ معظم مناطق المدينة.

### القصف والتدمير
استمرَّ القصف في يوم مجزرة الخالدية بتاريخ 3 شباط على المنطقة لمدة ساعتين كاملتين، ووفقَ ناشطين فقد بلغ عدد قذائف الهاون التي سقطت عليه في ليلة المجزرة زهاء 300 قذيفة، وقد أدَّى هذا القصف العَنيف إلى تهدم 36 منزلاً فوق رؤوس ساكنيها في الخالدية. وبعد بدء الحملة على بابا عمرو أفادت الهيئة العامة للثورة السورية في 7 شباط - اليوم الثالث للقصف - بأن المدفعية وراجمات الصواريخ قصفت الحيَّ بحوالي 500 قذيفة في ذلك اليوم وحده، وأنها استهدفت الأبنية السكنية والمساجد ومرافق مدنية أخرى. وأفادَ ناشطون بأن عدد المنازل التي احترقت جرَّاء القصف المدفعي والصاروخي قد بلغ 30 منزلاً وقتها. وبالمُجمَل فقد كانت تسقط القذائف بمعدَّل قذيفتين في الدَّقيقة خلال الأسبوع الأول من الحملة على بابا عمرو، والذي كان الأسبوع الأشدَّ منها.
في يوم الخميس 23 شباط اتَّهم ناشطون الجيش السوري باستخدام صواريخ سكود أرض - أرض روسية الصنع في قصف حي بابا عمرو فضلاً عن أنواع من الغازات السامة، وهي المرة الأولى التي يُفيد فيها ناشطون باستخدام هذا النوع من الصواريخ بقصف المدن منذ اندلاع الاحتجاجات، حيث قالوا أنها كانت تُطلق على الطوابق السفلية من المباني، لتسبب انهيار المبنى بالكامل بكافة طوابقه. وصواريخ سكود هي عبارة عن صواريخ ضرب عشوائيّ، ويُعد استخدامها جريمة حرب وفقَ القوانين الدولية، لأنه لا يُمكن توجيهها نحوَ أهداف عسكرية بعينها، ويُمكن بسهولة أن تسبب دماراً واسعاً في المناطق المدنية المُجاورة.
صرَّحت مسؤولة الشؤون الإنسانية في الأمم المتحدة «فاليري آموس» بعدَ زيارتها حي بابا عمرو في 8 آذار عقبَ قصفه لثلاثة أسابيع بالمدفعية والصواريخ: «رأيت حي بابا عمرو مدمراً بالكامل»، كما قالت أنها «وجدت سكاناً قلائل في الحي المذكور». كما أفادَ ناشطون من بابا عمرو حول الأوضاع فيه بأنه لم يَبقى تقريباً أي بناء أو عمارة في الحيّ إلا ويَحمل آثار قصف مدفعيٍّ أو أعيرة نارية أطلقت عليه خلال حملة الآسابيع الثلاث.

### إيصال الإغاثات
دعت منظمة الصليب الأحمر الدولي في 21 شباط إلى إقامة هدنة بين الجيش الحر والنظامي مدتها ساعتان على الأقل يومياً للتمكن من إيصال المساعدات الإنسانية إلى أهالي الأحياء المحاصرين. واستمرَّ بالتفاوض مع جهات رسمية في 24 شباط للسَّماح له بدخول حي بابا عمرو وإجلاء الحصفيين الغربيين المُصابين وإيصال المساعدات الإنسانية إلى الحي، وأفاد بأن بعض عناصره نجحوا يوم الجمعة بالدخول إلى الحي لإجلاء الصحفيين، لكنه واصل مفاوضاته لإجلاء المزيد من الجرحى في اليوم التالي، وانطلقت يوم السبت من حي بابا عمرو ثلاث سيارات إسعاف تابعة له لنقل الجرحى إلى خارجه. وعلى الرُّغم من حصول الصليب الأحمر الدولي على موافقة رسمية منذ الخميس 1 آذار بدخول حي بابا عمرو لتقديم المساعدات الإنسانية إلى الأهالي، غير أن السلطات منعته في يوم الجمعة 2 آذار من الدخول، دون تقديم أسباب واضحة، وقد اتُهمت بأن ذلك كان تنظيف آثار العمليات العسكرية فيه. واستمرَّت المفاوضات بعد ذلك على الرُّغم من أن السلطات استمرت برفض دخول الموكب إلى الأحياء المحاصرة.
أرسل الهلال الأحمر السوري في يوم الثلاثاء 6 آذار قافلة مساعدات جديدة إلى بابا عمرو تتألف من 4 شاحنات، تحوي 1,000 سلة غذائية من سكر وأرز وعدس ومواد أخرى، بالإضافة إلى 7000 فرشة و 1,000 لحاف. وقد رافقت هذه البعثة - التي ظلّت في الحيّ المُحاصر لمدة 45 دقيقة - مسؤولة حقوق الإنسان في الأمم المتحدة لتقييم الوضع الإنساني في الحي، وأفادت بأنه كان شبه مهجور وأن الغالبية الساحقة من السكان نزحوا منه نحوَ المناطق المُجاورة أو المدن الأخرى.

### النزوح الجماعيّ
بعد دخول الجيش النظاميِّ إلى حي بابا عمرو فوُقوع مجزرة كرم الزيتون بدأت حركات نزوح جماعيٍّ ضخمة من مدينة حمص، خوفاً من حدوث مجازر جديدة أو قصف أو غيره، بالإضافة إلى تفاقم الوضع الإنساني والجوع والحصار وغير ذلك. بدأ تدفق أفواج من العائلات الحمصيَّة نحو المناطق المحيطة بأعداد هائلة بحلول مطلع وأواسط شهر آذار، وقد اختارت الكثير من هذه العائلات النزوح نحوَ العاصمة دمشق، إذ سُجلت حالات نزوح 583 عائلة حمصية إلى دمشق منذ اجتياح بابا عمرو في بداية آذار حسبَ منظمة «نجدة ناو» الإغاثية، بينهم 160 عائلة كانت تعيش في ورشات لافتقارها إلى المساكن. كما نزحت 50 عائلة حمصية أخرى نحوَ مدينة طرابلس في لبنان في أعقاب مجزرة كرم الزيتون، خوفاً من مُواجهة مصير مماثل. كما وُثّقت بعض الحالات التي تعرَّض فيها المدنيون الذين يُحاولون النزوح والهربَ من حمص إلى إطلاق نار واستهداف مُباشر لترهيبهم ومنعهم من ترك المدينة، ومن بين هذه الحالات عائلة من 4 أفراد فتحَ حرس الحدود السوريّ النار عليها في 15 آذار وأردى جميع أفرادها قتلى.
وقد أدت الحملة إلى تفريغ أحياء كاملة في مدينة حمص من السكان جرَّاء القصف المُتواصل، وبالأخص حيّ بابا عمرو الذي باتَ شبه مهجور بعد ثلاثة أسابيع من القصف المدفعيّ (حسبما أفاد ناشطون وأكدت لاحقاً اللجنة الدولية للصليب الأحمر). كما نزحت 450 عائلة حمصية نحوَ قرية آبل الواقعة على مسافة 10 كيلومترات جنوب مدينة حمص.
بعدَ أسبوع من حركات النزوح الجماعية التي تلت مجزرة كرم الزيتون لم يَتبقى أي سكان تقريباً في العديد من مناطق حمص، فقد تحوَّلت أحياء بابا عمرو والإنشاءات وكرم الزيتون وعشيرة والخضر إلى أحياء مهجورة، وباتت خالية تماماً وتعرَّض الكثير منها للاقتحام.

## ردود الفعل
- الجيش السوري الحر: هدَّدَ الضابط «عُمر الواوي» في الجيش الحر والمنشق عن الجيش السوري بقصف واستهداف جميع الأهداف العسكرية التابعة للنظام السوري في العاصمة دمشق وكافة أنحاء البلاد رداً على المجزرة.[16] كما قامَ بعمليّتين ضدَّ قوات الأمن في حمص أسر في إحداهما 19 فرداً من الأمن على أحد الحواجز وفي الأخرى استهدف مقر فرع المخابرات الجوية بالمدينة.[9][16]
- الإخوان المسلمون: قالت جماعة الإخوان المسلمين في سوريا في بيان لها عقبَ المجزرة: «نطالب مجلس الأمن الدولي والجامعة العربية بلجنة تحقيق دولية لتحديد المسؤولية القانونية والإنسانية عن المجزرة المروعة التي حصلت في حمص ليلة الرابع من شباط/شباط، وتحويل المسؤولين عنها إلى محكمة الجنايات الدولية». كما أضاف البيان: «نطالب مؤسسة الهلال الأحمر والصليب الأحمر الدولي الغائبتين عملياً عن الساحة السورية بأن تتحركا فوراً لإغاثة الجرحى وعبر حركة عابرة للحدود بعد أن حول بشار الأسد أحياء حمص إلى ساحة حرب حقيقة، وخاض ضد أبنائها حرب إبادة جماعية».[13]
- تونس: في يوم 4 شباط 2012 قامت رئاسة الجمهورية التونسية وحكومة حمادي الجبالي (2011) بتقديم بيان لطرد سفير سوريا في تونس وقد قامت جموع من التونسيين بالذهاب إلى سفارة سوريا في تونس واقتحامها والتظاهر أمامها وقد أمهلت تونس البعثة الدبلوماسية 10 أيام للرجوع إلى سوريا وقد استدعت تونس بعثتها الدبلوماسية أيضاً من سوريا على خلفية أحداث مجزرة الخالدية.و قد قطعت تونس جميع علاقاتها مع سوريا وسحبت اعترافها من النظام الحالي.
- مصر: أدان وزير الخارجية المصري ما وصفه بـ«التصعيد الكبير وغير المقبول الذي تشهده حمص وسائر المدن السورية»، وأكد على رفض استخدام العنف ضد المحتجين.[131]
- الأمم المتحدة: قالَ بان كي مون - الأمين العام لمنظمة الأمم المتحدة - في تصريحٍ له: «الوحشية المرعبة التي نشهدها في حمص مع استخدام أسلحة ثقيلة تُطلَق على الأحياء السكنية تجعلنا نعتقد وللأسف أن الوضع سيتأزم أكثر».[28] وفي شهر آذار، قال بان كي مون أن «السلطات السورية ارتكبت جرائم واضحة وعلى نطاق واسع ضد المدنيين السوريين»، كما تحدث عن إجراء القوات النظامية عمليات إعدام تعسفي واعتقال وتعذيب في حمص بعد منع الصليب الأحمر من دخول بابا عمرو، وقال إنه تلقى «تقارير مروعة» عن التعذيب في المدينة.[132]

## وصلات خارجية
- احتراق المنازل جرَّاء القصف في 26 آذار على يوتيوب.
- احتراق المنازل جرَّاء القصف في 26 آذار على يوتيوب.
- الدمار في حيّ كرم الزيتون على يوتيوب.